# Katsumi Nakamura
Katsumi Nakamura –en japonés, 中村克, Nakamura Katsumi– (Tokio, 21 de febrero de 1994) es un deportista japonés que compite en natación.
Ganó una medalla de bronce en el Campeonato Mundial de Natación en Piscina Corta de 2018 y tres medallas en el Campeonato Pan-Pacífico de Natación, en los años 2014 y 2018.
Participó en dos Juegos Olímpicos de Verano, ocupando el quinto lugar en Río de Janeiro 2016 y el sexto en Tokio 2020, en la prueba de 4 × 100 m estilos.

## Palmarés internacional
| Campeonato Mundial en Piscina Corta | Campeonato Mundial en Piscina Corta | Campeonato Mundial en Piscina Corta | Campeonato Mundial en Piscina Corta |
| Año                                 | Lugar                               | Medalla                             | Prueba                              |
| ----------------------------------- | ----------------------------------- | ----------------------------------- | ----------------------------------- |
| 2018                                | Hangzhou (China)                    | Medalla de bronce                   | 4 × 100 m estilos                   |
| Campeonato Pan-Pacífico             |                                     |                                     |                                     |
| Año                                 | Lugar                               | Medalla                             | Prueba                              |
| 2014                                | Gold Coast (Australia)              | Medalla de plata                    | 4 × 100 m estilos                   |
| 2018                                | Tokio (Japón)                       | Medalla de plata                    | 4 × 100 m estilos                   |
| 2018                                | Tokio (Japón)                       | Medalla de bronce                   | 4 × 100 m libre                     |